# Pseudlepista holoxantha
Pseudlepista holoxantha är en fjärilsart som beskrevs av George Francis Hampson 1918. Pseudlepista holoxantha ingår i släktet Pseudlepista och familjen björnspinnare. Inga underarter finns listade i Catalogue of Life.